# Pogonatum pensilvanicum
Pogonatum pensilvanicum là một loài Rêu trong họ Polytrichaceae. Loài này được (W. Bartram ex Hedw.) P. Beauv. miêu tả khoa học đầu tiên năm 1823.